# Habibitch
Habibitch, de son vrai nom Lissia Benoufella, est une artiste non-binaire, danseuse de voguing et de waacking, d’origine franco-algérienne, anciennement connue sous le nom de Ari de B. Activiste queer féministe décoloniale, elle transforme les pistes de danse en espace politique.

## Biographie
Lissia Benoufella, naît dans les années 1980, à Alger, en Algérie. Alors qu'elle est âgée de quatre ans, sa famille d’origine kabyle, s'établit en France, afin de fuir la guerre civile qui sévit dans son pays d'origine. Elle se souvient de la détresse matérielle de ses parents à leur arrivée , qui tous deux deviennent ensuite enseignants.
Elle grandit en Vendée et, dès son enfance, rêve de devenir danseuse. Après avoir effectué deux années de classes préparatoires littéraires puis une double licence d’histoire et d’espagnol, elle effectue un master en études de genre,, à l'Institut d'études politiques de Toulouse (Sciences Po Toulouse, promotion 2011),. Depuis, le concept d’intersectionnalité lui sert de base pour développer son activisme à travers sa pratique artistique car, selon elle, « l’intersectionnalité est un très bon outil pour penser la classe, le sexe et le genre ».
Bien avant de commencer à danser, elle découvre le voguing en 2011, alors qu'elle voyage à San Francisco avec sa compagne de l’époque. Sur place, elle travaille pour un festival de films LGBT, où est projeté le film Paris is Burning, réalisé par Jennie Livingston La vision de ce film provoque en elle une véritable « épiphanie ».
En 2013, elle passe des auditions pour une école de danse professionnelle de hip-hop, qui l'engage. Déjà engagée dans le militantisme, elle vit alors dans un squat et évolue dans le milieu anarchiste queer féministe, en tant qu'activiste intersectionnelle. La découverte du voguing lui permet d'envisager de réunir son engagement politique et sa passion de la danse. Elle gravite ensuite dans le milieu de la Paris Ballroom Scene, la communauté voguing parisienne, où elle rencontre Kiddy Smile, qui s’intéresse à elle et lui permet d'entrer dans la House of Mizrahi, en 2015.
En 2017, elle organise sa première conférence dansée, qu'elle baptise Décoloniser le dancefloor et qu’elle adapte ensuite en fonction des endroits où elle intervient, en imposant « l’application de toutes ses pratiques intersectionnelles et décoloniales à la danse ».
Parallèlement, elle donne des workshops et anime des conférences, notamment un atelier de voguing pour le festival d'art féministe de Tunis Chouftouhonna en 2017. « Godmother » de la House of Gorgeous Gucci, à Paris, elle donne également des cours d'initiation au waacking dans le Parc de la Villette, à Paris,.

## Carrière
Danseuse, chorégraphe, conférencière, enseignante et performeuse, Habibitch déploie son art dans de multiples domaines, tout en revendiquant sa force militante d'activiste queer féministe. À travers son œuvre, elle défend une désexualisation du corps féminin, qu'elle revendique sous le slogan « Nudity is not sexuality », et met en scène avec ses performances de voguing et waacking, deux danses de club nées à New York et Los Angeles dans les années 1970, au sein des communautés LGBTQI + afro-américaines et latino-américaines. La pratique du waacking fait particulièrement sens pour Habibitch, avec son origine la fois queer et racisée, car créée par la communauté Gay of color, dans les clubs de la Californie des années 1960-1970.
Son nom de scène, Habibitch, est la contraction du terme arabe « habibi », qui signifie « mon chéri », et du terme anglais « bitch », qui signifie « salope ». Pour l'artiste, cette combinaison allie son origine, son parcours, sa passion et son identité, à travers l'encapsulation parfaite de qu'elle représente. Le nom de la House of Mizrahi est parfois accolé à celui d'Habibitch.
Au sujet de ses multiples noms, l'artiste précise : « Lissia c’est mon prénom, Ari De B, mon alter ego dans la danse et Habibitch le meilleur nom instagram qui soit », en évoquant évoque Audre Lorde, qui écrivait « There is no such thing as a single-issue struggle because we do not live single-issue lives », pour souligner que les identités des femmes racisées précaires et/ou queer sont multi-dimensionnelles. Son travail est une forme de thérapie, qui lui permet de « soigner l’enfant ou l’ado qui a grandi toute seule ».
L'artiste effectue un travail de réappropriation et de recontextualisation, par exemple en proposant régulièrement une conférence nommée Décolonisons le dancefloor, sous forme de conférence dansée, qu'elle adapte en fonction du contexte où elle se produit.
Durant la pandémie liée au Covid-19, ne pouvant plus se produire sur scène, Habibitch alimente son compte Instagram avec de nombreuses photos. Pour elle, ce réseau social peut être une plateforme militante où elle peut proposer des contenus qui permettent de se déconstruire, d'apprendre et se mobiliser. Un article de Vogue UK la prend en exemple en tant que « multiracial, plus-size and queer influencers to whom French women are looking for inspiration today », qui ne ressemble en rien au cliché stéréotypé de la « Parisienne ».

### Militantisme
« Ma danse c’est le meilleur outil politique que j’ai trouvé pour m’exprimer pour le moment, le meilleur vecteur de mon message. »

À la fois danseuse et activiste queer féministe, décoloniale, elle transforme les pistes de danse en espace politique, dans le but de décoloniser le dancefloor. Très active sur les réseaux sociaux, elle pour objectif ambitieux de déconstruire, apprendre et mobiliser. Pour elle, le queer est un positionnement politique et identitaire permanent et transversal. Danser est également politique car, selon l'artiste, « l’histoire est politique et la danse a une histoire, donc par syllogisme, la danse est politique », particulièrement à travers les danses qu'elle pratique, le waacking et le voguing, deux danses différentes dont le point commun être d'être politiques par essence, puisque « créées par et pour les communautés LGBT racisées étatsuniennes, en club, à savoir un espace-temps coupé de la société normée et normalisatrice, raciste sexiste classiste et homophobe, où il ne faisait pas bon être gay ou trans et noirE ou latino/a ». Dans un entretien, elle explique que bien que le milieu de la danse dans laquelle elle évolue soit très racisé, tous ses membres ne sont mais pas forcément woke (éveillé ou conscientisé), ce qui conduit souvent à des problématiques d’appropriation culturelle. C'est pourquoi elle trouve « important de re-contextualiser la danse, de la re-politiser surtout dans les espaces de clubs ».
En 2021, Habibitch et treize autres militantes féministes, présentes sur le réseau social Instagram, assignent en justice sa maison mère Facebook. Le collectif reproche à la plateforme de censurer certaines de leurs publications, alors qu’elle laisserait des utilisateurs les harceler en toute impunité. L'artiste s'associe à cette procédure après avoir vainement effectué des centaines de signalements à Instagram, alors qu'elle subissait plusieurs campagnes de harcèlement de la part de trolls, fascistes et masculinistes. Épuisée psychologiquement, elle explique être « plus en colère contre la plateforme que contre les fascistes eux-mêmes, qui existent dans l’impunité ».

### Collaborations

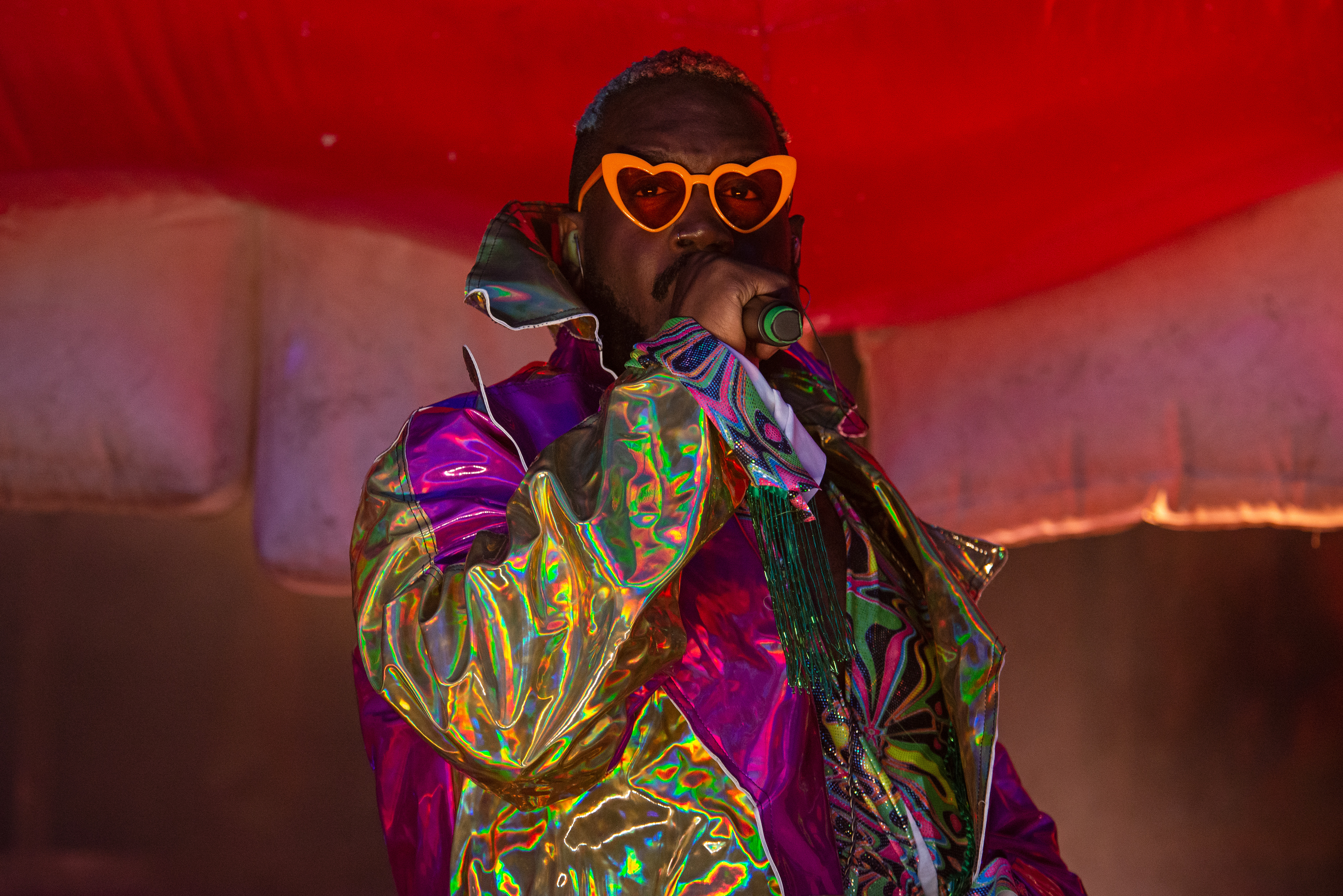
Kiddy Smile au festival Les Escales de Saint-Nazaire, en juillet 2019.

En 2019, elle apparait dans le documentaire titré Queer et fier(ce), réalisé par Viceland France, consacré au chanteur-DJ Kiddy Smile, ainsi qu'à la jeunesse ballroom de Paris.
Depuis 2020, elle anime une fois par mois un talk-show intersectionnel sur la chaine Rinse FM France, en compagnie de Mathilde Raynal, Gypsy Ferrari, Andy4000 & Piu Piu.
En 2020, collabore au clip de Mélodie Lauret, en la faisant « doucement valser au gré de la musique », puis, durant l'édition 2021 des Victoires de la musique, elle danse aux côtés de la chanteuse Yseult.
En 2021, aux côtés de la rappeuse Chilla, de la mannequin Rawdah Mohamed et du blogueur italien Giuseppe, elle collabore en tant que role model pour avec l'équipementier Adidas, qui fait alors le choix de l'inclusion et de la diversité,.

## Vie privée
À vingt-et-un ans, après plusieurs années d'hétérosexualité, une jeune femme rencontrée en classe, avec qui elle vit en couple trois ans, lui permet de découvrir l'homosexualité et de faire son coming out,. Au moment du processus de découverte de son orientation sexuelle elle entame également celui de sa politisation et de sa conscientisation des enjeux liés au genre, à la race et à la classe.